# 长春都市音乐广播
长春都市音乐广播MIXFM1063，是长春人民广播电台与MIXFM全国音乐联播网合作的一个广播频道。内容以音乐为主，广播范围为长春市全部，全天24小时播音。

## 现有节目
- MIXmorningshow
- MIX唱片行
- 唱游好时光
- 超人不会飞
- Jazz night

## 停播节目
- 私家车在路上
- 汽车总动员
- 海外音乐在线
- 丫蛋枫了
- 戴言音乐时间
- 贼拉新鲜大米饭
- 大铭的快乐时间
- 抢购风暴
- 麻辣周旭
- @私家车
- 唉呀妈呀娱乐圈
- 爱车天天汇
- 私家剧场
- 夜店咖
- 音乐时光机

## 播出频率
长春市
| 发射地 | 频率        |
| 南关区 | AM 648kHz   |
| 宽城区 | FM 106.4MHz |

- 648kHz在吉林市、四平市、松原市、哈尔滨市也可听到